# 盧安戈瓦
15°37′S 30°23′E / 15.617°S 30.383°E
盧安戈瓦（英語：Luangwa, Zambia），是贊比亞的城鎮，位於該國中南部，由盧薩卡省負責管轄，是盧安戈瓦縣的首府，處於盧安瓜河口，海拔高度380米，2000年人口18,948。